# Holcocera stygma
Holcocera stygma é uma espécie de mariposa do gênero Holcocera pertencente à família Coleophoridae.